# Cyclophora ochreifusa
Cyclophora ochreifusa là một loài bướm đêm trong họ Geometridae.